# Теодор Аман
Теодор Аман (на английски: Theodor Aman) е румънски живописец и график от арменски произход. Неговият стил често се счита за предшественик на импресионизма. Картините му са с демократична тематика.

## Творчество
- „Освобождението на циганите от крепостничеството“ – 1848 г.
- „Хоро“ – 1876 г.
- „Клане на българи от турци“ – 1876 г.

## За него
- Vasile Florea and Călin Dan, Th.Aman, Ministry of Culture, 1984
- Teodor Simionescu and Adriana Gănescu, Theodor Aman 1831-1891, museum catalog, Fondul Plastic Arts, 1971
- B. Mosescu-Maciuca, Theodor Aman, Meridians, 1962
- Radu Bogdan, Theodor Aman, Editura de Stat Pentru Literaturǎ şi Artǎ, 1955
- Theodor Aman 1831-1891, Rumanian Institute for Cultural Relations with Foreign Countries, 1954